# Armawir (wieś)
Armawir – wieś w Armenii, w prowincji Armawir. W 2011 roku liczyła 3319 mieszkańców.